# Майкл Ґарфат
Майкл Ґарфат (англ. Michael Garfath; нар. 1944) — британський оператор-постановник та кінооператор.

## Вибіркова фільмографія
| Рік  | Українська назва                    | Оригінальна назва                | Примітка                |
| ---- | ----------------------------------- | -------------------------------- | ----------------------- |
| 2007 | Рятівник душі                       | The Soul Rescuer                 | оператор-постановник    |
| 2003 | Засну, коли помру                   | I'll Sleep When I'm Dead         | оператор-постановник    |
| 2001 | Різдвяна казка                      | Christmas Carol: The Movie       | оператор-постановник    |
| 2001 | Ворог                               | The Enemy                        | оператор-постановник    |
| 1998 | Круп'є                              | Croupier                         | оператор-постановник    |
| 1990 | Черниці-втікачки                    | Nuns on the Run                  | оператор-постановник    |
| 1988 | Кисло-солодкий                      | Soursweet                        | оператор-постановник    |
| 1988 | Ми думаємо лише про тебе            | Criminal Law                     | оператор-постановник    |
| 1987 | Молитва за вмираючих                | A Prayer for the Dying           | оператор-постановник    |
| 1986 | Автопроблема                        | Car Trouble                      | оператор-постановник    |
| 1985 | Ягня                                | Lamb                             | оператор-постановник    |
| 1984 | Квадратура круга                    | Squaring the Circle              | оператор-постановник    |
| 1978 | Собака Баскервілів                  | The Hound of the Baskervilles    | кінооператор            |
| 1976 | Небесні вершники                    | Sky Riders                       | фокус-пуллер            |
| 1975 | Змова Вілбі                         | The Wilby Conspiracy             | фокус-пуллер            |
| 1975 | На святі                            | In Celebration                   | фокус-пуллер            |
| 1973 | Будинок, який зник                  | The House That Vanished          | фокус-пуллер            |
| 1972 | Молодий Вінстон                     | Young Winston                    | 2-й ассистент оператора |
| 1971 | Війна Мерфі                         | Murphy's War                     | фокус-пуллер            |
| 1970 | Чоловік, який мав владу над жінками | The Man Who Had Power Over Women | фокус-пуллер            |
| 1969 | О! Яка чудова війна                 | Oh! What a Lovely War            | 2-й ассистент оператора |
| 1968 | Безвихідь                           | Deadfall                         | 2-й ассистент оператора |
| 1867 | Шептуни                             | The Whisperers                   | 2-й ассистент оператора |
| 1966 | Мільйон років до нашої ери          | One Million Years B.C.           | 2-й ассистент оператора |
| 1966 | Арабеска                            | Arabesque                        | фокус-пуллер            |